# 清州机场站
清州机场站（：／ Cheongju Gonghang yeok */?）是忠北線沿線的一座鐵路車站，位於韓國忠清北道清原郡内秀邑立上里，有無窮花號列車停靠。

## 車站結構
站體為2面2線的側式月台。

### 月台配置
| ↑ 梧根場 |
| \| ２    |
| 曾坪 ↓   |

| 月台 | 路線   | 車種     | 目的地                        |
| ---- | ------ | -------- | ----------------------------- |
| 2    | 忠北線 | 無窮花號 | 往 曾坪、殷城、忠州、堤川方向 |
| 3    | 忠北線 | 無窮花號 | 往 鳥致院、大田、首爾方向     |

## 历史
- 2000年9月14日 - 落成使用。

## 车站周边
- 清州国际机场

## 相鄰車站
韓國鐵道公社
忠北線
梧根場－清州機場－內秀